# آرثر بلايث
آرثر بلايث (بالإنجليزية: Arthur Blythe)‏ هو عازف جاز وملحن أمريكي، ولد في 5 يوليو 1940 في لوس أنجلوس في الولايات المتحدة، وتوفي في 27 مارس 2017 في لانكستر بسبب مرض باركنسون.

## وصلات خارجية
- آرثر بلايث على موقع IMDb (الإنجليزية)
- آرثر بلايث على موقع ميوزك برينز (الإنجليزية)
- آرثر بلايث على موقع أول ميوزيك (الإنجليزية)
- آرثر بلايث على موقع ديسكوغز (الإنجليزية)